# Иван Шандаров
Иван Андонов Шандаров е български писател, просветен деец, публицист, книжовник, фолклорист и стенограф.

## Биография
Роден е около 1861 година в Щип, тогава в Османската империя. В 1881 година е учител в Кочани, а в следващата 1882 учителства в Солун. От 1883 до 1884 година работи като стенограф в Пловдив, а от 1884 година – в София. Иван Шандаров е автор на книги, сътрудник е на „Наука“, „Южна България“, „Кукуригу“, „Славянин“, СбНУНК 216, 332, 506. Събира народни песни. Шандаров е от генерацията български фолклористи заедно с Петър Чачаров и Панчо Михайлов, насърчени в известна степен от делото на видния български фолклорист Ефрем Каранов, произхождащи от Кратовско-Щипския край.
Книгата „Стихотворения“ на Шандаров е оценена в една рецензия, която излиза в 1886 година в Търново, като слаба, но „внимателният читател ще срещне доста добри идеи, облечени в поетически дух“.
Умира в София.